# Álvaro Coutinho
Álvaro Coutinho (c. 1500 — 1552) foi o 7.º marechal de Portugal, alcaide-mor de Pinhel e 4.º capitão do donatário da ilha Graciosa, por sucessão de seu pai, D. Fernando Coutinho.

## Biografia
Foi filho primogénito de Fernando Coutinho, 6.º marechal de Portugal, e de sua esposa D. Maria de Noronha.
Foi antecedido no cargo por seu pai Fernando Coutinho, tendo-lhe seguido o seu filho, com o mesmo nome do avô, Fernando Coutinho, o 8.º marechal de Portugal. Foi confirmado na capitania da ilha Graciosa por carta datada de Santarém, de 3 de agosto de 1510, sendo assim o 4.º capitão.
A primeira acção militar de relevo de D. Álvaro Coutinho no exercício do ofício de marechal de Portugal foi participação na conquista de Azamor, em 1513. O jovem marechal, provavelmente nascido em 1500, contaria então 13 anos de idade.
O seu casamento, celebrado em Valladolid, cerca de 1530, com D. Antónia de Lencastre, filha de D. Dinis de Bragança, conde de Lemos, irmão do 4.º duque de Bragança, D. Jaime de Bragança, teceria estreitos laços de ligação entre os alcaides-móres de Pinhel e a casa real. Um dos filhos deste casamento com D. Antónia de Lancastre, foi D. Fernando Coutinho, 8.º marechal de Portugal e 5.º capitão do donatário na ilha Graciosa.